# 保德信金融
保德信金融公司（Prudential Financial, Inc.）是一家美国金融及保险公司，为美国等40多个国家的个人和机构客户提供保險、退休计划、投资管理等产品和服务，位列财富美国500强和世界500强。2019年，保德信拥有8151亿美元的总资产，为美国最大的保险提供商。
保德信使用直布羅陀巨巖作为其标志。
美国保德信金融与英国保誠（Prudential plc）并无任何关系。